# Cocytius
Cocytius este un gen de molii din familia Sphingidae. 

## Specii
- Cocytius antaeus - (Drury 1773)

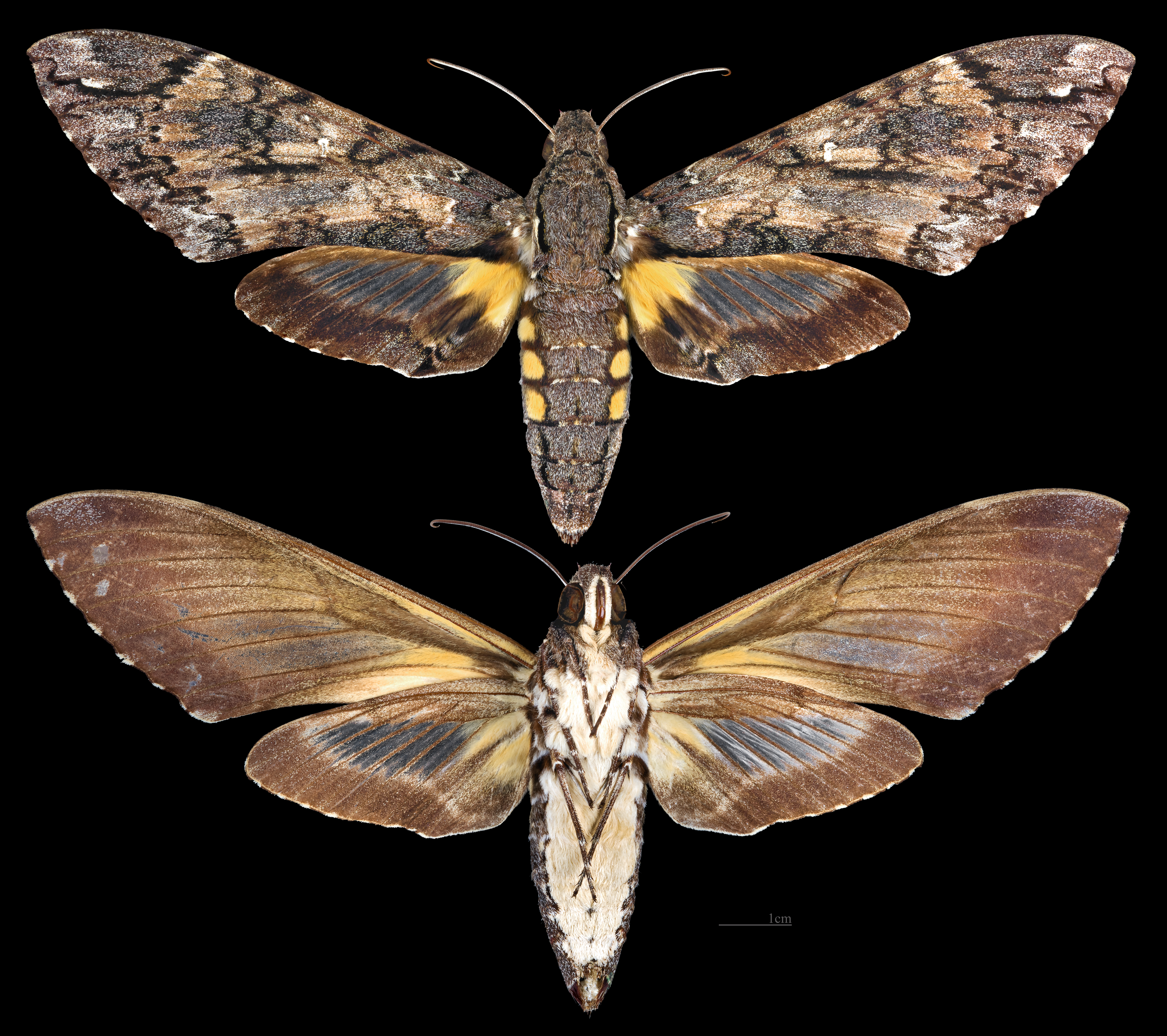
Cocytius antaeus
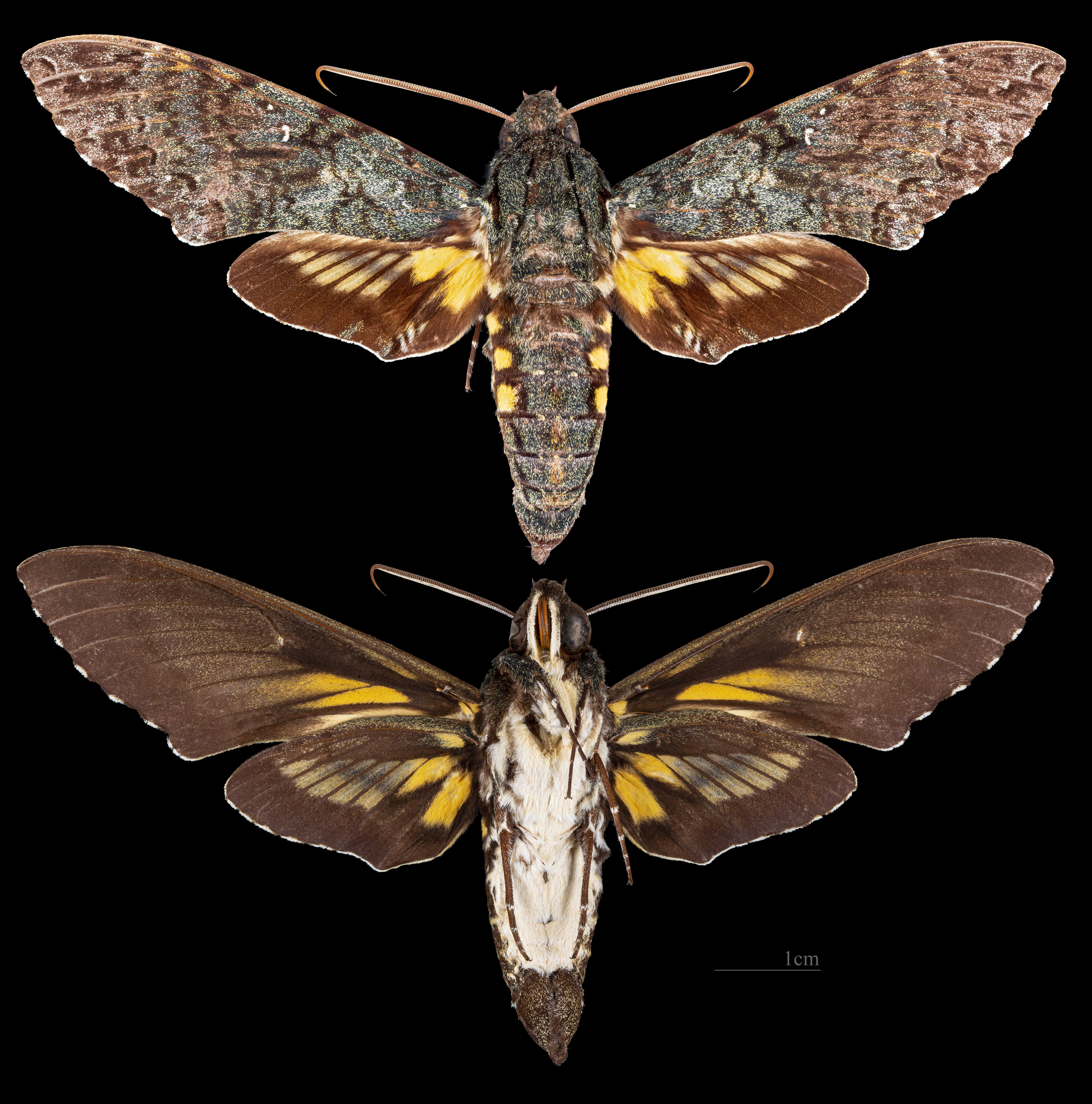
Cocytius duponchel